# Team Dukla Praha Women
El Team Dukla Praha Women (Código UCI: TDP) es un equipo ciclista femenino de la República Checa de categoría Continental.

## Material ciclista
El equipo utiliza bicicletas Specialized y equipamiento deportivo Moose.

## Clasificaciones UCI
Las clasificaciones del equipo y de su ciclista más destacado son las siguientes:
| Temporada | Clasificación por equipos | Mejor corredor | Posición |
| 2018      |                           |                |          |

## Palmarés
Para años anteriores véase: Palmarés del Team Dukla Praha Women.

### Palmarés 2024

#### UCI WorldTour
| Fechas | Carreras | Ganadora |
|        |          |          |

#### Calendario UCI Femenino
| Fechas | Carreras | Ganadora |
|        |          |          |

#### Campeonatos nacionales
| Fechas      | Carreras                                 | Ganadora        |
| 22 de junio | Campeonato de la República Checa en Ruta | Barbora Němcová |

## Plantillas
Para años anteriores, véase Plantillas del Team Dukla Praha Women

### Plantilla 2018
| Integrantes del equipo 2018 | Integrantes del equipo 2018 | Integrantes del equipo 2018 | Integrantes del equipo 2018 |
| Corredor                    | Fecha de nacimiento         | Equipo previo               |                             |
| --------------------------- | --------------------------- | --------------------------- | --------------------------- |
| Nikola Bajgerová            | 31 de enero de 1997         |                             |                             |
| Ema Cetkovska               | 8 de febrero de 1999        |                             |                             |
| Barbora Dzerengova          | 7 de abril de 1999          |                             |                             |
| Lucie Záleská               | 7 de julio de 1991          |                             |                             |
| Katerina Kohoutková         | 23 de octubre de 1998       |                             |                             |
| Tereza Korvasova            | 29 de junio de 1996         |                             |                             |
| Jarmila Machačová           | 9 de enero de 1986          |                             |                             |
| Martina Mikulášková         | 13 de agosto de 1993        |                             |                             |
| Tereza Neumanová            | 9 de agosto de 1998         |                             |                             |
| Dana Pospisilova            | 4 de abril de 1991          |                             |                             |
| Melissa van Neck            | 13 de octubre de 1991       |                             |                             |
|                             |                             |                             |                             |
| Fuente: ProCyclingStats     |                             |                             |                             |